# 博里索夫卡河 (萨哈林州)
博里索夫卡河（俄語：Река Борисовка）或第三半田川（日语：／）是萨哈林州斯米尔内赫区的河流，源起象湖，长38公里，流域面积71.2平方公里，在距河口174公里处注入波罗奈河。

## 引用
1. ↑  М·Г·瓦西科夫斯基. . 列宁格勒: 气象出版社. 1973 （俄语）.
2. ↑  . 国家水登记处.   [2024-01-03]. （原始内容存档于2024-01-03） （俄语）.